# Хъниуел
Honeywell International, Inc. (произн. хъниуел) е щатска мултинационална компания конгломерат, която произвежда различни търговски и потребителски продукти и аерокосмически системи, предоставя инженерингови услуги за голямо разнообразие от клиенти – от частни потребители до големи корпорации и правителства. Компанията се състои от три подразделения, известни като „стратегически бизнес единици“ – Honeywell Aerospace, Honeywell Automation and Control Solutions и Honeywell Performance Materials and Technologies.
Honeywell е компания, включена в числото на първите 100 от Fortune 1000. През 2016 г. Honeywell е класирана на 75-о място от Fortune 500. В Honeywell работят прибл. 130 000 служители, от които около 58 000 са заети в САЩ. Управлението на компанията е разположено в Морис Плейнс (Morris Plains), Ню Джърси. Настоящият ѝ CEO е Дейвид М. Кот. Компанията и нейните корпоративни предшественици са били част от индекса Дау Джоунс от 7 декември 1925 до 9 февруари 2008 г.
Настоящето име на компанията, Honeywell International Inc., е получено, след като Honeywell Inc. е придобита от много по-голямата AlliedSignal през 1999 г. Управлението на компанията се обединява с това на AlliedSignal в Мористаун, Ню Джърси; обединената компания обаче избира името „Honeywell" поради превъзходната разпознаваемост на марката. През 2015 г. централата е преместена в Морис Плейнс.
Корпорацията Honeywell International е известна със своите разработки в областите на аерокосмическото оборудване, технологии за експлоатация на сгради и индустриални съоръжения, автомобилно оборудване, много специализирани изделия. Компанията произвежда също термостати, сензори, сигнално-охранителни системи, вентилационни системи, турбокомпресори, климатици, бойлери, вентилатори, сейфове, домашни генератори и хартиени шредери.

## История
На 12 април 1955, Minneapolis-Honeywell започва джойнт венчър с Raytheon, наречен Datamatic, за да навлезе в компютърната индустрия и да се конкурира с IBM. След две години, през 1957, е продаден и инсталиран първият компютър D-1000. През 1960, Minneapolis-Honeywell изкупува дела на Raytheon в Datamatic и го превръща в свое подразделение Electronic Data Processing division (днес Honeywell Information Systems). Honeywell придобива също компанията Computer Control Corporation (3C, пионер в миникомпютрите), който става Computer Control Division. През по-голямата част от 1960-те Honeywell е член на т.нар. „Снежанка и седемте джуджета“ в компютърната индустрия. IBM е „Снежанка“, а джуджетата са седем значително по-малки компании: Burroughs, Control Data Corporation, General Electric, Honeywell, NCR, RCA и UNIVAC. По-късно, когато броят им е намален на пет, те стават известни като „BUNCH“ според инициалите: Burroughs, UNIVAC, NCR, Control Data Corporation и Honeywell.
През 1961 президент става Джеймс Бингър, а от 1965 и председател на борда. Той трансформира подхода на компанията, като поставя ударение върху печалбата вместо върху обема. Засилва и експанзията в чужбина, където шест фабрики генерират 12% от приходите. Той променя и официалното име от „Minneapolis-Honeywell Regulator Co.“ на „Honeywell“. През 1960-те, Honeywell продължава да поглъща компании, сред които Security Burglar Alarm Company през 1969.

### Патентно дело срещу Спери Ранд
Компанията е страна в известно съдебно дело, в резултат на което електронният компютър става обществено достояние, а като страничен резултат Джон Атанасов и компютърът на Атанасов-Бери придобиват широка известност.